# Chetogena palteata
Chetogena palteata är en tvåvingeart som först beskrevs av Wulp 1890.  Chetogena palteata ingår i släktet Chetogena och familjen parasitflugor. Inga underarter finns listade i Catalogue of Life.